# Le Châtiment de l'Ombre Jaune
Le Châtiment de l'Ombre Jaune est le 38e roman de la série Bob Morane écrit par Henri Vernes et publié en 1959 par les éditions Gérard et Cie dans la collection Marabout Junior (n°150).

## Résumé
Bill Ballantine est bien décidé à venger la mort de son ami Bob Morane, tué par l'Ombre Jaune dans La Revanche de l'Ombre Jaune. Différentes péripéties le mèneront en Birmanie, à la recherche du Dr Par et du mystérieux pays de Mi-Sing-Ling.